# NGC 5346
NGC 5346 (другие обозначения — UGC 8804, MCG 7-29-7, ZWG 219.14, KUG 1350+398, PGC 49322) — спиральная галактика (Sc) в созвездии Гончие Псы.
Этот объект входит в число перечисленных в оригинальной редакции «Нового общего каталога».